# AM 1316-241
AM 1316-241 (o ESO 508-45) è una coppia di galassie interagenti situata in direzione della costellazione dell'Idra alla distanza di oltre 400 milioni di anni luce dalla Terra.
Il sistema è composto da una galassia spirale che, nelle immagini ottenute dal Telescopio spaziale Hubble, si sovrappone ad una galassia ellittica.  I bracci di spirale e le polveri della galassia spirale in primo piano occultano in parte la galassia ellittica sullo sfondo.